# مهتاب مستعان
مهتاب مستعان (متولد ۱۳۲۴) فیلسوف ایرانی و استاد بازنشستهٔ دانشگاه الزهراست.

## زندگی
مستعان دورهٔ کارشناسی فلسفهٔ تعلیم و تربیت را با نگارش رساله‌ای تحت‌عنوان «مسئله حقیقت، اثر رنه مونیه» به‌راهنمایی ابوالحسن جلیلی گذراند (۱۳۴۵).
او در سال ۱۳۵۵ از رسالهٔ دکتری خود با عنوان تجدید تصوف در تفکر کی‌یرکه‌گورد به‌راهنمایی احمد فردید دفاع کرد. این رساله که آن را نخستین شرح دربارهٔ کی‌یرکه‌گور در ایران دانسته‌اند بعداً به‌صورت کتابی با عنوان کی‌یرکه‌گور (متفکر عارف‌پیشه) منتشر شد.
سوسن سیف (استاد روان‌شناسی دانشگاه الزهرا) دربارهٔ مستعان می‌گوید: «در دوره لیسانس، ما استادی داشتیم به نام خانم دکتر مهتاب مستعان - که حالا بازنشسته شده‌اند- ایشان به قدری شیرین، فلسفه را درس می‌دادند که گاهی اوقات من وسوسه می‌شدم رشته‌ام را عوض کنم و بروم فلسفه بخوانم.»
به‌گفتهٔ علی میرسپاسی، مستعان تنها زنِ شناخته‌شده در میان شاگردان احمد فردید و از پیروان جدی اوست.
عباس امانت می‌گوید: «... می‌توانم به دکتر مهتاب مستعان اشاره کنم که در آن زمان دانشجوی دکترای فلسفه بود و صحبت‌های فردید را به‌طور مفصل یادداشت می‌کرد.»

## آثار
- ک‍ی‌ی‍رک‍گ‍ور: م‍ت‍ف‍ک‍ر ع‍ارف‌پ‍ی‍ش‍ه‌، م‍ه‍ت‍اب م‍س‍ت‍ع‍ان، ت‍ه‍ران: ن‍ش‍ر روای‍ت، ۱۳۷۴ (چاپ دوم: نشر پرسش، ۱۳۸۶)
- تعاون و ادغام در تولید کشاورزی: مسائل و تجارب علمی در کادر بین‌المللی، اتو شیلر، مهتاب مستعان (مترجم)، تهران: مؤسسه آموزش و تحقیقات تعاون دانشگاه تهران، ۱۳۵۰